# Ursula Köbl
Ursula Köbl, geb. Vogel, (* 26. April 1941 in Hof; † 19. Oktober 2022 in Köln) war eine deutsche Juristin.

## Leben
Nach der Promotion 1970 in Erlangen-Nürnberg und Habilitation 1977 war sie bis 1980 Akademische Rätin an der Universität Erlangen, ab 1978 mit dem Titel Wissenschaftlicher Rat und Professor. 1980 folgte sie einem Ruf als Professorin an die Universität zu Köln, 1982 wechselte sie an die Universität Augsburg und 1989 als solche an die Universität Gießen. Köbl war ab 1989 C4-Professorin für bürgerliches Recht, Sozialversicherungsrecht und Rechtstheorie an der Albert-Ludwigs-Universität Freiburg. Köbl trat 2006 in den Ruhestand.
Köbl war von 1996 bis 2000 Mitglied im Sozialbeirat der Deutschen Bundesregierung.
Sie starb 2022 im Alter von 81 Jahren und wurde auf dem Friedhof Tennenlohe beigesetzt.

## Schriften (Auswahl)
- Das Eigentümer-Besitzer-Verhältnis im Anspruchssystem des BGB. Zugleich ein Beitrag zur Konkurrenzlehre. Duncker & Humblot, Berlin 1971, ISBN 3-428-02466-4.
- Frau und Beruf. Arbeitsrecht für Frauen. Beck, München 1995, ISBN 3-406-34592-1.
- mit Frank Brünner (Hrsg.): Die Vergütung von Einrichtungen und Diensten nach SGB XI und BSHG. Gemeinsame Tagung des Deutschen Caritasverbandes e.V. und des Instituts für Sozialversicherungsrecht an der Universität Freiburg am 15. März 2001. Baden-Baden 2001, ISBN 3-7890-7275-3.
- mit Frank Brünner (Hrsg.): Abschied von der Objektförderung? Die Finanzierung der Investitionskosten von Einrichtungen nach SGB XI und BSHG. Gemeinsame Tagung des Deutschen Caritasverbandes e.V. und des Instituts für Sozialversicherungsrecht an der Universität Freiburg am 23. Oktober 2003. Baden-Baden 2004, ISBN 3-8329-0784-X.